# Баррьо, Марк-Андре
Марк Андре-Баррьо (фр. Marc-André Barriault, род. 18 февраля 1990 год, Гатино, Квебек, Канада) — канадский боец смешанных единоборств, профессиональную карьеру начал в 2012 году. Ранее он выступал в TKO Major League MMA , где он был чемпионом TKO в среднем весе и полутяжелом весе. 

## Биография
Баррио родился и вырос в Гатино, Квебек, Канада. Он переехал в Квебек-Сити в 2011 году, чтобы учиться. За это время он получил диплом диетолога и два кулинарных диплома.

## Карьера

### Ранняя карьера
Баррио начал выступать в любительских смешанных боевых искусствах в 2012 году под руководством Сифу Патрика Марсила и закончил с рекордом 4–3. Он также выступал в FightQuest Amateur Combat в 2014 году, где дважды боролся за титул чемпиона FightQuest в среднем весе, а также за вакантный титул чемпиона Hybrid Combat в среднем весе. После перехода в профессионалы в 2014 году он выступал в небольших промоушенах, заработав себе впечатляющий рекорд 11–1. За это время ему удалось завоевать три чемпионства в двух разных промоушенах (TKO Major League MMA, Hybrid Combat). Ранее он выиграл титулы чемпиона TKO в среднем и полутяжелом весе, когда его пригласили подписать контракт с Ultimate Fighting Championship в 2019 году.

### Ultimate Fighting Championship
Вернувшись в средний вес, Марк-Андре Баррио встретился с Эндрю Санчесом в своем дебютном бою 4 мая 2019 года на турнире UFC Fight Night 151. Он проиграл бой единогласным решением судей.
Следующий бой Баррио должен был состояться 7 июля 2019 года на турнире UFC 240 с Кшиштофом Йотко. Баррио проиграл бой раздельным решением судей. 
В следующий раз Баррио встретился с Джуном Ён Паком 21 декабря 2019 года на турнире UFC Fight Night 165. Он проиграл бой единогласным решением судей. 
Вернувшись к действиям во время пандемии COVID-19 , Баррио встретился с Оскаром Пьехотой 20 июня 2020 года на UFC on ESPN: Blaydes vs. Volkov .  Баррио выиграл бой техническим нокаутом во втором раунде, что принесло ему первую победу в промоушене. 
4 декабря 2020 года UFC объявила, что Баррио принял шестимесячное отстранение USADA за положительный результат теста на остарин во время соревнований, вынесенное Комиссией по делам спортсменов штата Невада (NSAC) 20 июня 2020 года. Кроме того, победа Баррио была отменена на несостоявшийся бой. После тщательного расследования положительного теста Баррио, включая последующее тестирование, оценку обстоятельств, связанных с его положительными тестами, и не найдя никаких доказательств преднамеренного использования, USADA дала ему сокращенное отстранение, которое соответствовало случаям с низким уровнем остарина с доказательствами загрязнения. Он был допущен к повторному бою 21 января 2021 года. 
Баррио встретился с Абу Азайтаром 27 марта 2021 года на турнире UFC 260. Он выиграл бой техническим нокаутом в третьем раунде. 
Баррио встретился с Далчей Лунгиамбулой 4 сентября 2021 года на турнире UFC Fight Night 191. Он выиграл бой единогласным решением судей. 
Баррио встретился с Чиди Нджокуани 5 февраля 2022 года на UFC Fight Night: Hermansson vs. Strickland. Он проиграл бой нокаутом в первом раунде. 
Баррио встретился с Джорданом Райтом, заменив Романа Копылова, 23 апреля 2022 года на турнире UFC Fight Night 205. Он выиграл бой удушающим приемом гильотина в первом раунде. 
Баррио встретился с Энтони Эрнандесом 17 сентября 2022 года на турнире UFC Fight Night: Sandhagen vs. Song. Он проиграл бой болевым приемом в третьем раунде. 
Баррио встретился с Хулианом Маркесом 4 марта 2023 года на турнире UFC 285. Он выиграл бой техническим нокаутом во втором раунде. 
Баррио встретился с Эриком Андерсом 10 июня 2023 года на турнире UFC 289. Он выиграл бой единогласным решением судей. Оба бойца получили бонусную награду «Бой вечера».
Баррио должен был встретиться с Мишелем Перейрой 14 октября 2023 года на турнире UFC Fight Night 230. За неделю до мероприятия он снялся из-за проблем со здоровьем и был заменен Андре Петроски.
Баррио встретился с Крисом Кертисом 20 января 2024 года на турнире UFC 297. Он проиграл в конкурентном бою раздельным решением судей. 
Баррио встретился с Джо Пайфером 29 июня 2024 года на турнире UFC 303. Он проиграл бой нокаутом в первом раунде. 
Баррио встретился с Дастином Столцфусом 2 ноября 2024 года на турнире UFC Fight Night 246. Он проиграл бой нокаутом в первом раунде. 
Баррио встретился с Бруну Силвой 10 мая 2025 года на турнире UFC 315. Марк отправил в Силву в нокаут ударом локтем в голову в первом раунде и прервал серию 3-х поражений подряд.
26 июля 2025 года в рамках турнира UFC on ABC 9 в Абу-Даби (ОАЭ) встретился с Шарабутдином Магомедовым (16-1 и 4-1 в UFC). По итогам боя проиграл 30-27, но дал молодому проспекту тяжелый бой, который был признан "Боем вечера".

## Титулы и достижения

### Ultimate Fighting Championship
- - «Лучший бой вечера» (один раз) против Эрика Андерса
  - «Выступление вечера» (один раз) против Бруну Сильвы

### TKO Major League MMA
- - Чемпион в среднем весе (один раз, бывший)

### One successful title defense
- - Чемпион в полутяжёлом весе (один раз; бывший)

### Hybrid Combat Promotions
- - Чемпион в среднем весе (один раз, бывший)

## Статистика в смешанных единоборствах
| Боёв 28         | Побед 17 | Поражений 10 |
| --------------- | -------- | ------------ |
| Нокаутом        | 11       | 3            |
| Сдачей          | 1        | 1            |
| Решением        | 5        | 6            |
| Не состоявшихся | 1        | 1            |

| Результат    | Рекорд    | Соперник            | Способ                                 | Турнир                                       | Дата             | Раунд | Время | Место                               | Примечание |
| ------------ | --------- | ------------------- | -------------------------------------- | -------------------------------------------- | ---------------- | ----- | ----- | ----------------------------------- | --- |
| Поражение    | 17-10 (1) | Шара Магомедов      | Единогласное решение                   | UFC on ABC: Уиттакер vs. де Риддер           | 27 июля 2025     | 3     | 5:00  | Абу-Даби, ОАЭ                       | «Лучший бой вечера» (2) |
| Победа       | 17–9 (1)  | Бруну Силва         | KO (локти)                             | UFC 315                                      | 10 мая 2025      | 1     | 1:27  | Montreal, Quebec, Canada            | Бой в промежуточном весе (187 фунтов); Силва не сделал вес; «Выступление вечера» (1)                                                        |
| Поражение    | 16–9 (1)  | Дастин Столцфус     | KO (удары)                             | UFC Fight Night: Moreno vs. Albazi           | 2 ноября 2024    | 1     | 4:28  | Edmonton, Alberta, Canada           | |
| Поражение    | 16–8 (1)  | Джо Пайфер          | KO (удары)                             | UFC 303                                      | 29 июня 2024     | 1     | 1:25  | Las Vegas, Nevada, United States    | |
| Поражение    | 16–7 (1)  | Крис Кёртис         | Раздельное решение                     | UFC 297                                      | 20 января 2024   | 3     | 5:00  | Toronto, Ontario, Canada            | |
| Победа       | 16–6 (1)  | Эрик Андерс         | Единогласное решение                   | UFC 289                                      | 10 июня 2023     | 3     | 5:00  | Vancouver, British Columbia, Canada | «Лучший бой вечера» (1) |
| Победа       | 15–6 (1)  | Джулиан Маркез      | TKO (удары)                            | UFC 285                                      | 4 марта 2023     | 2     | 4:12  | Las Vegas, Nevada, United States    | |
| Поражение    | 14–6 (1)  | Энтони Эрнандес     | Техническая сдача (ручной треугольник) | UFC Fight Night: Sandhagen vs. Song          | 17 сентября 2022 | 3     | 1:53  | Las Vegas, Nevada, United States    | |
| Победа       | 14–5 (1)  | Джордан Уайт        | Сдача (гильотина)                      | UFC Fight Night: Lemos vs. Andrade           | 23 апреля 2022   | 1     | 2:36  | Las Vegas, Nevada, United States    | Бой в промежуточном весе (190 фунтов) |
| Поражение    | 13–5 (1)  | Чиди Нджокуани      | KO (удары)                             | UFC Fight Night: Hermansson vs. Strickland   | 5 февраля 2022   | 1     | 0:16  | Las Vegas, Nevada, United States    | |
| Победа       | 13–4 (1)  | Далча Лунгиамбула   | Единогласное решение                   | UFC Fight Night: Brunson vs. Till            | 4 сентября 2021  | 3     | 5:00  | Las Vegas, Nevada, United States    | |
| Победа       | 12–4 (1)  | Абу Айзатар         | TKO (удары)                            | UFC 260                                      | 27 марта 2021    | 3     | 4:56  | Las Vegas, Nevada, United States    | |
| Не состоялся | 11–4 (1)  | Оскар Пехота        | Не состоялся (результат отменён)       | UFC on ESPN: Blaydes vs. Volkov              | 20 июня 2020     | 2     | 4:50  | Las Vegas, Nevada, United States    | Первоначально Баррио победил техническим нокаутом; но позже бой был отменен после того, как его тест на Остарин дал положительный результат |
| Поражение    | 11–4      | Пак Чун Ён          | Единогласное решение                   | UFC Fight Night: Edgar vs. The Korean Zombie | 21 декабря 2019  | 3     | 5:00  | Busan, South Korea                  | |
| Поражение    | 11–3      | Кшиштоф Йотко       | Раздельное решение                     | UFC 240                                      | 27 июля 2019     | 3     | 5:00  | Edmonton, Alberta, Canada           | |
| Поражение    | 11–2      | Эндрю Санчез        | Единогласное решение                   | UFC Fight Night: Iaquinta vs. Cowboy         | 4 мая 2019       | 3     | 5:00  | Ottawa, Ontario, Canada             | Вернулся в средний вес |
| Победа       | 11–1      | Адам Хантер         | KO (удары)                             | TKO 44                                       | 21 сентября 2018 | 1     | 4:28  | Québec City, Québec, Canada         | Завоевал вакантный титул чемпиона TKO в полутяжёлом веса                                                                                    |
| Победа       | 10–1      | Брендан Корнбергер  | KO (punch)                             | TKO 43                                       | 4 мая 2018       | 2     | 4:25  | Québec City, Quebec, Canada         | Защитил (1) титул чемпиона TKO в среднем весе                                                                                               |
| Победа       | 9–1       | Страхиня Гаврилович | Раздельное решение                     | TKO 41                                       | 8 декабря 2017   | 5     | 5:00  | Montreal, Quebec, Canada            | Завоевал вакантный титул TKO в среднем весе                                                                                                 |
| Победа       | 8–1       | Тодд Стаут          | Раздельное решение                     | TKO 40                                       | 8 сентября 2017  | 3     | 5:00  | Montreal, Quebec, Canada            | Дебют в полутяжёлом весе |
| Победа       | 7–1       | Джо Валле           | TKO (удары)                            | TKO 39                                       | 16 июня 2017     | 2     | 5:00  | Quebec City, Quebec, Canada         | |
| Победа       | 6–1       | Ясин Бандауи        | KO (удар)                              | TKO 38                                       | 7 апреля 2017    | 1     | 3:54  | Montreal, Quebec, Canada            | |
| Победа       | 5–1       | Страхиня Гаврилович | Раздельное решение                     | Hybrid Pro Series 5                          | 15 сентября 2016 | 3     | 5:00  | Montreal, Quebec, Canada            | Завоевал вакантный титул чемпиона Hybrid Combat в среднем весе                                                                              |
| Победа       | 4–1       | Мартин Леблан       | TKO (удары)                            | Ligue d'Arts Martiaux Mixtes du Québec 5     | 21 мая 2016      | 2     | 3:06  | Quebec City, Quebec, Canada         | Бой в промежуточном весе (190 фунтов) |
| Поражение    | 3–1       | Джо Валле           | Раздельное решение                     | Hybrid Pro Series 4                          | 17 сентября 2015 | 3     | 5:00  | Montreal, Quebec, Canada            | |
| Победа       | 3–0       | Джеймс Куаме        | TKO (удары)                            | Ligue d'Arts Martiaux Mixtes du Québec 4     | 6 июня 2015      | 1     | 1:19  | Quebec City, Quebec, Canada         | Бой в промежуточном весе (195 фунтов) |
| Победа       | 2–0       | Джеймс Куаме        | KO (удар)                              | Hybrid Pro Series 2                          | 15 ноября 2014   | 1     | 3:50  | Gatineau, Quebec, Canada            | |
| Победа       | 1–0       | Пол Крессати        | KO (удар)                              | Ligue d'Arts Martiaux Mixtes du Québec 3     | 21 июня 2014     | 1     | 2:22  | Quebec City, Quebec, Canada         | Дебют в среднем весе |